# Rừng mưa ôn đới

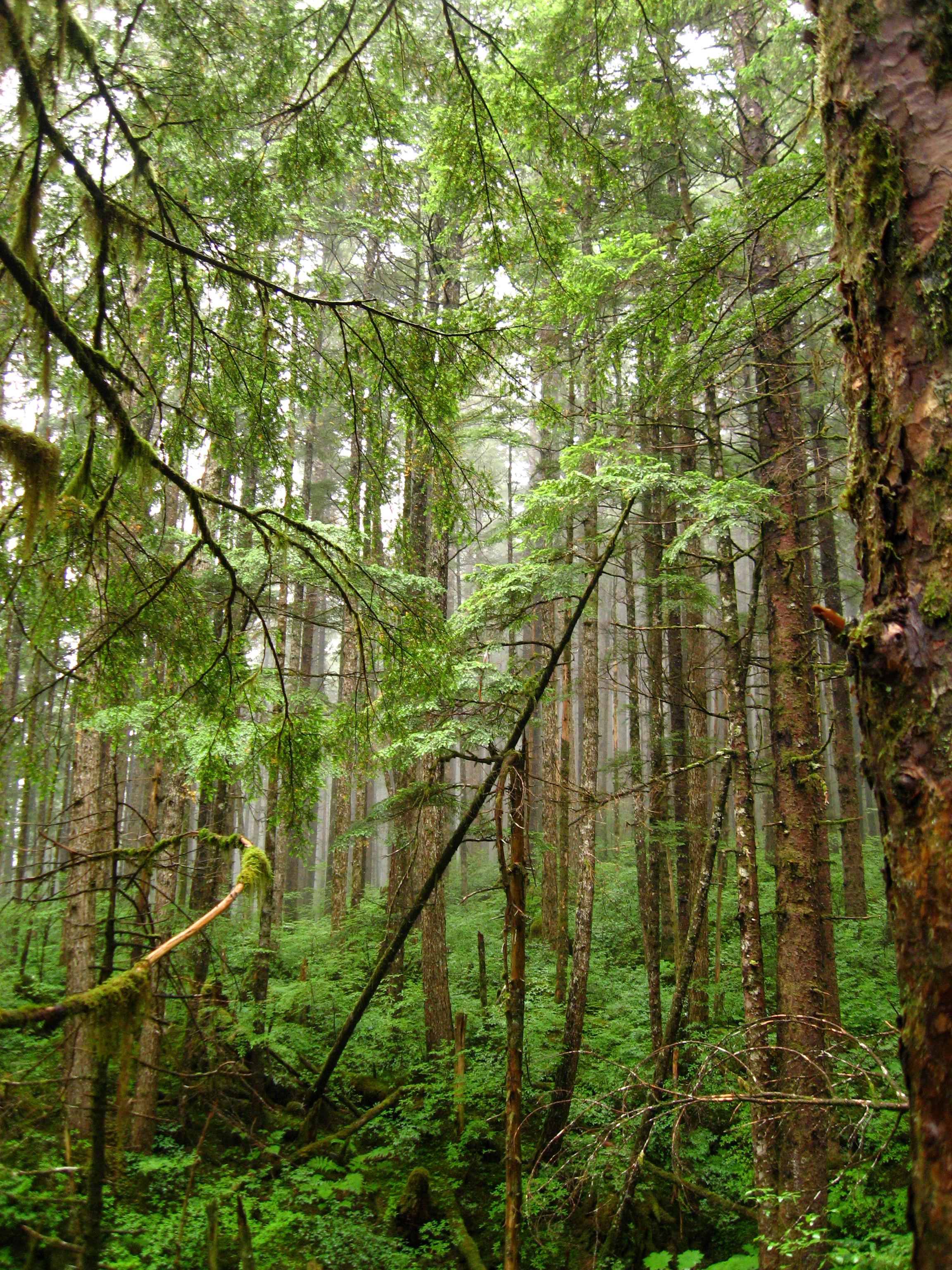
Rừng mưa ôn đới ở Alaska, Mỹ

Rừng mưa ôn đới là quần hệ sinh vật trên các vùng địa lý ôn đới hoặc vùng núi cao của nhiệt đới nhận lượng mưa lớn hàng năm, rừng cây có thể là rừng lá kim, lá rộng hoặc hỗn giao. Ở mỗi vùng địa lý hoặc mỗi quốc gia thì định nghĩa về rừng mưa ôn đới lại có chút thay đổi theo mục đích nghiên cứu hoặc kinh doanh.  Ở Bắc Mỹ định nghĩa theo Alaback được sử dụng khá rộng rãi rằng: Rừng mưa ôn đới cần có lượng mưa lớn hơn 1400 mm mỗi năm và nhiệt độ dao động từ 4-12 oC.
Định nghĩa này sẽ loại bỏ một phần rừng mưa ôn đới ở các nước khác. Ở Úc thì định nghĩa rừng mưa ôn đới lại sử dụng yếu tố về cấu trúc sinh thái chứ không phải khí hậu: Độ tàn che trên 70%, rừng bao gồm chủ yếu các loài cây tái sinh không cần lửa rừng, cây con có thể tái sinh dưới bóng mát hoặc ngoài các lỗ trống tự nhiên. Đối với định nghĩa này sẽ loại bỏ một phần rừng mưa ôn đới ở dọc phía tây của Bắc Mỹ vì rừng mưa ôn đới khu vực này có nhóm loài cây chiếm ưu thế sinh thái cần phải có sự xáo trộn nghiệm trọng để thúc đẩy một quá trình lớp cây tái sinh trong diễn thế rừng.

## Phân bổ

Bản đồ phân bổ rừng mưa ôn đới trên thế giới

Rừng ôn đới phân bổ một phần diện tích lớn đất liền trên thế giới, tuy nhiên rừng mưa ôn đới lại chỉ xảy ra ở một số khu vực trên thế giới. Hầu hết chúng xuất hiện ở các vùng có khí hậu ẩm đại dương, và một phần khác xuất hiện sâu trong lục địa hoặc những vùng núi cao của nhiệt đới gió mùa.
- Châu Mỹ: Rừng mưa ôn đới xuất hiện như vùng ven biển Đông Nam Alaska đến Trung California, vùng ven biển của miền Nam Chile liền kề Argentina.
- Châu Âu: Vùng ven biển của nam Na Uy đến bắc Iberia, phía bắc Tây Ban Nha, tây bắc Bulgary, phía đông biển Adriatic.
- Châu Á: Phía đông đảo Đài Loan, phía đông bán đảo Triều Tiên, phía tây nam Nhật Bản, ven biển vùng viễn đông Nga, ven biển Đen phía bắc Thổ Nhĩ Kỳ và tây bắc Gruzia, vùng ven biển Caspi thuộc Iran và Azerbaijan, vùng núi dọc theo sườn Tây Nam dãy Hymalaia biên giới Trung Quốc với các quốc gia Nepal, Ấn Độ, Bhutan, Bangladesh, Myanmar, Lào tới tỉnh Vân Nam (Trung Quốc) và kết thúc ở Tây Bắc Việt Nam các huyện Mường Nhé, Mường Tè.
- Châu Úc: Bao gồm các cánh rừng ven biển của đảo New Zealand và đông nam tiểu lục địa Úc.
- Châu Phi: Ven biển phía đông và tây mũi Hảo Vọng.

## Cấu trúc và dạng hình thái thực vật

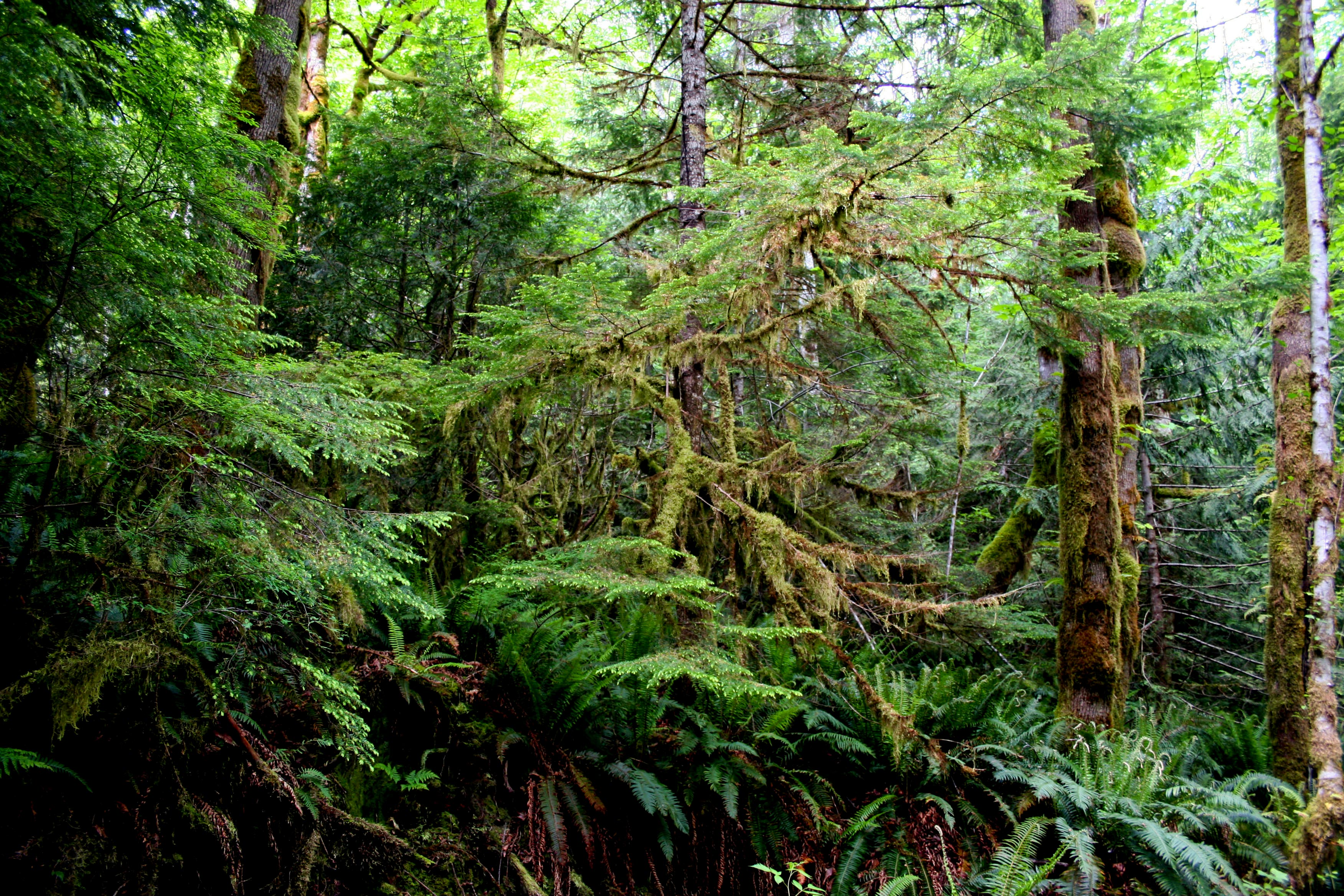
Rừng mưa ôn đới ở British Columbia, Canada.

So với rừng mưa nhiệt đới thì rừng mưa ôn đới có cấu trúc đơn giản hơn với tối đa chỉ tới hai tầng cây gỗ. Vòm lá trong rừng mưa ôn đới cao đều nhau, nhưng chiều cao của vòm lá trên cùng lại thấp hơn so với rừng mưa nhiệt đới. Trong rừng mưa ôn đới rất ít xuất hiện các dạng thân cây cho gốc bạnh vè cũng như hiếm hiện tượng hoa mọc trực tiếp từ thân cây. Các dạng thân hóa gỗ khác như dây leo có kích thước lớn cũng không hay xuất hiện. Kích thước lá cây rừng trong rừng mưa ôn đới thường bé hơn nhiệt đới, các phiến lá thường có tính chất cứng hơn, thường xuất hiện răng cưa ở mép lá nhiều hơn. Kiểu lá kép thì rất hiếm, đầu lá có mũi thót nhọn trong cấu tạo đầu lá nhỏ giọt nước ở rừng mưa nhiệt đới cũng rất ít gặp trong rừng mưa ôn đới. Thực vật phụ sinh của rừng mưa ôn đới chủ yếu là nhóm thực vật không có mạch chiếm ưu thế hơn những loài có mạch.
Nhóm thực vật trong rừng mưa ôn đới phần lớn là bắt đầu từ khu hệ thực vật ôn đới. Đối với các quần hệ phụ của rừng mưa ôn đới ở vùng núi cao của khu vực nhiệt đới cũng có xuất hiện nhiều hơn các nhân tố thân thuộc của nhiệt đới.

## Phân loại quần hệ phụ
Rừng mưa miền núi

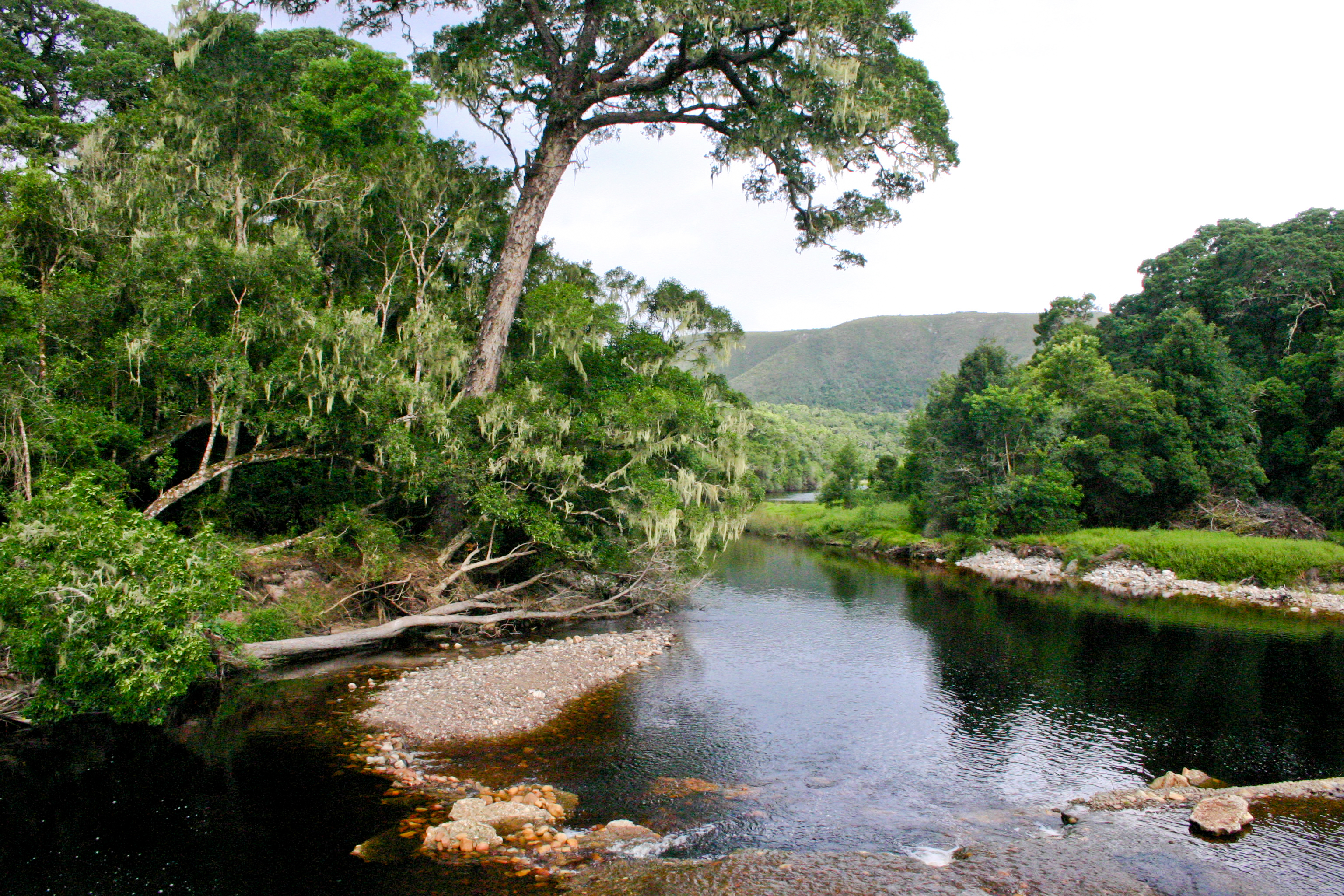
Rừng mưa ôn đới ở Tsitsikamma, Nam Phi

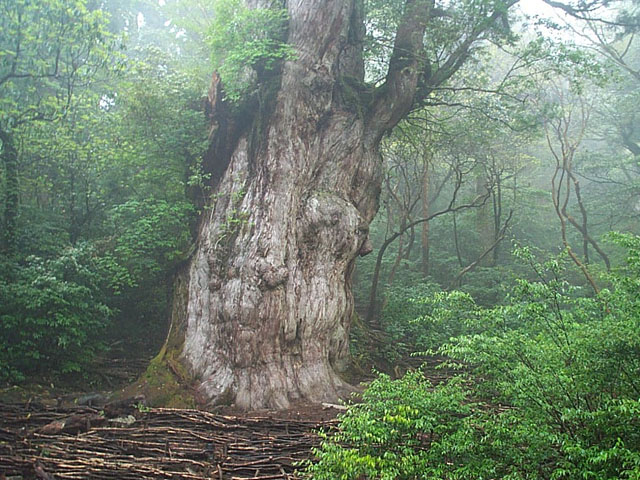
Rừng mưa ôn đới ở Yakushima, Nhật Bản

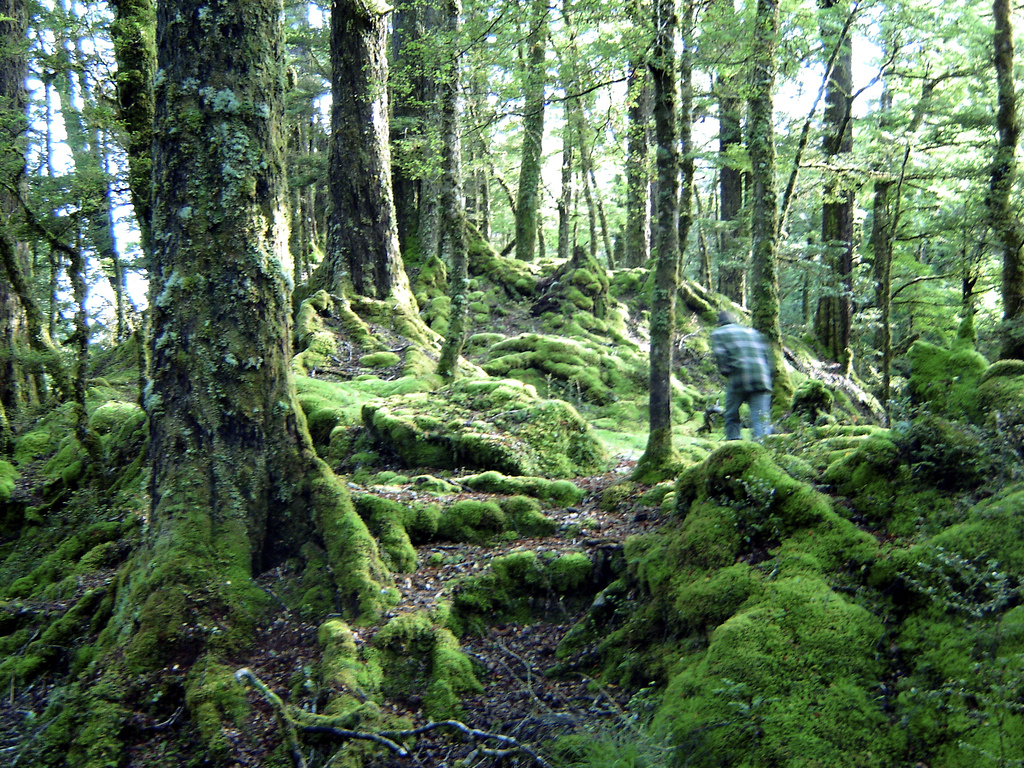
Rừng mưa ôn đới tại Vườn quốc gia Fiordland gần Te Anau, New Zealand

Quần hệ phụ rừng mưa miền núi với hai tầng cây gỗ với chiều cao của tầng cây phía trên dao động từ 18m đến 36m. Thực vật phụ sinh phổ biến là hình thái không mạch. Lân cận với quần hệ phụ rừng mưa ôn đới ở cận dưới thường là rừng mưa á sơn địa, ranh giới giữa chúng khá hẹp. Ở độ cao lớn hơn rừng mưa ôn đới thường là đai cao xuất hiện mây rất thường xuyên, quần thể thực vật ở đây chuyển thành dạng rừng cây bụi dày đặc, mặc dù đai thực vật này đều có nguồn gốc từ rừng mưa ôn đới nhưng cấu trúc của chúng như vậy đã không còn mang tính chất của rừng mưa. Tổng tiết diện ngang cây thân gỗ ở rừng mưa miền núi thường có giá trị trung bình là 23 m² – 46 m².
Rừng mưa ôn đới ấm
Quần hệ phụ rừng mưa ôn đới ấm với hai tầng cây gỗ nhưng độ cao vòm lá bên trên có thể lên tới 39m. Thực vật phụ sinh ít xuất hiện. Thỉnh thoảng vẫn xuất hiện gốc cây có bạnh vè. Tán lá cây gỗ thường hẹp hơn. Cỡ lá cây rừng thường nhỡ. Tổng tiết diện ngang cây thân gỗ trong rừng mưa ôn đới ấm bình quân là 50 m² – 70 m².
Rừng mưa ôn đới mát
Quần hệ phụ rừng mưa ôn đới mát có thể thiếu tầng cây thứ hai như các quần hệ phụ khác của rừng mưa ôn đới. Xuất hiện cây gỗ lớn hơn, có tán cây rộng hơn. Kích thước lá cây rừng thường là bé. Thực vật phụ sinh phổ biến hơn quề hệ phụ rừng mưa ôn đới ấm. Tổng tiết diện ngang cây thân gỗ có giá trị bình quân là 70 m² – 80 m².